# Pampulha
Pampulha je název jedné z městských čtvrtí Bela Horizonte a zároveň i název zdejšího umělého jezera vybudovaného ve 40. letech 20. století. Na březích jezera se nachází několik staveb navržených Oscarem Niemeyerem ve spolupráci s dalšími umělci (např. na návrhu okolních parků a zahrad se podílel Roberto Burle Marx). Tyto stavby a parky vznikly na popud tehdejšího starosty města Juscelina Kubitscheka a v roce 2016 byly zapsány na seznam světového kulturního dědictví UNESCO.
Soubor staveb zahrnuje kostel svatého Františka z Assisi (portugalsky Igreja de São Francisco de Assis), muzeum umění (Museu de Arte da Pampulha), tančírnu (Casa do Baile) a budovu tenisového a jachtařského klubu (Iate Tênis Clube). Důvodem zapsání na seznam UNESCO je unikátní propojení architektury, krajinného inženýrství, sochařství a malířství v harmonický celek. V blízkosti jezera se nacházejí i fotbalové stadiony Mineirão a Mineirinho.

## Fotogalerie

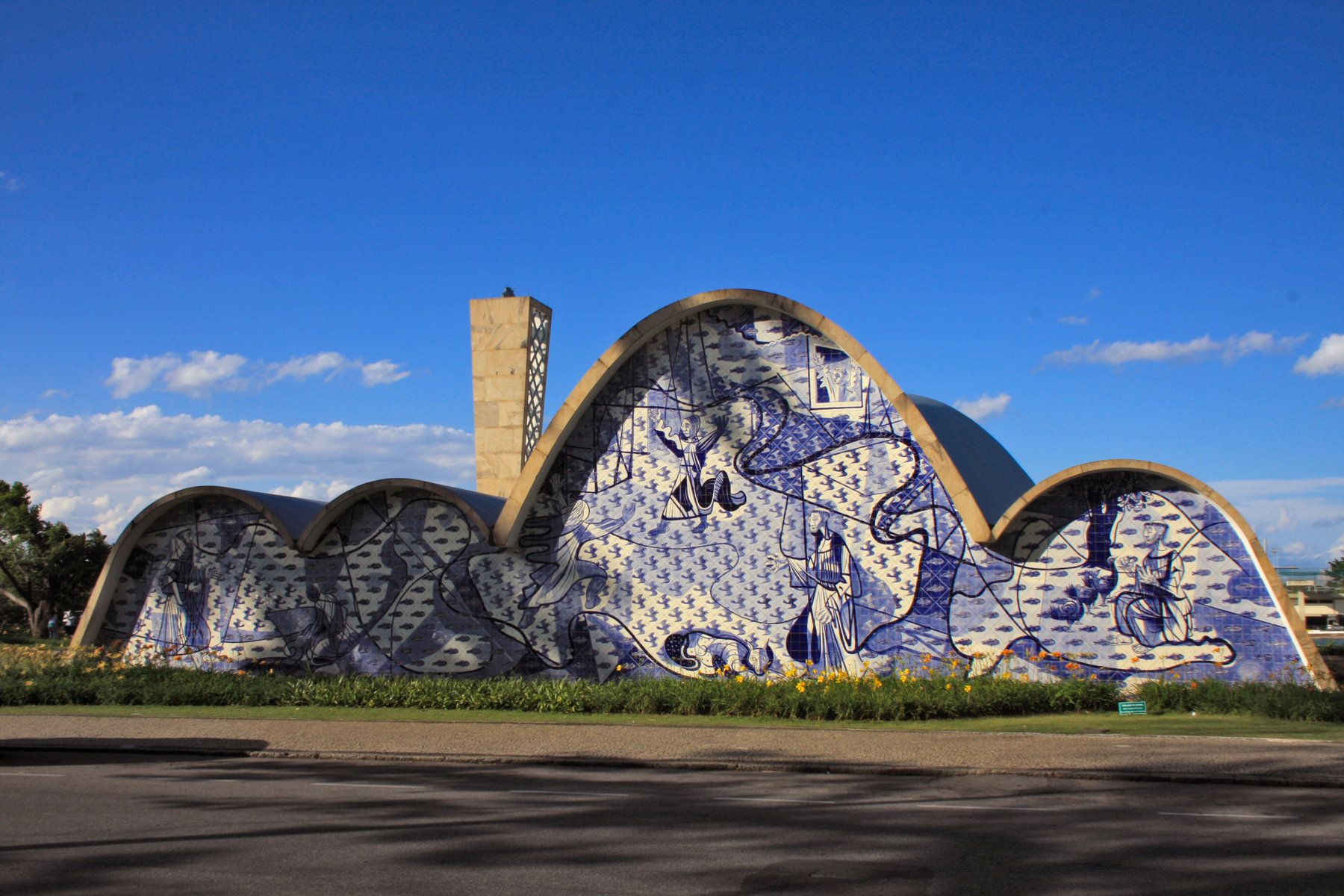
kostel sv. Františka
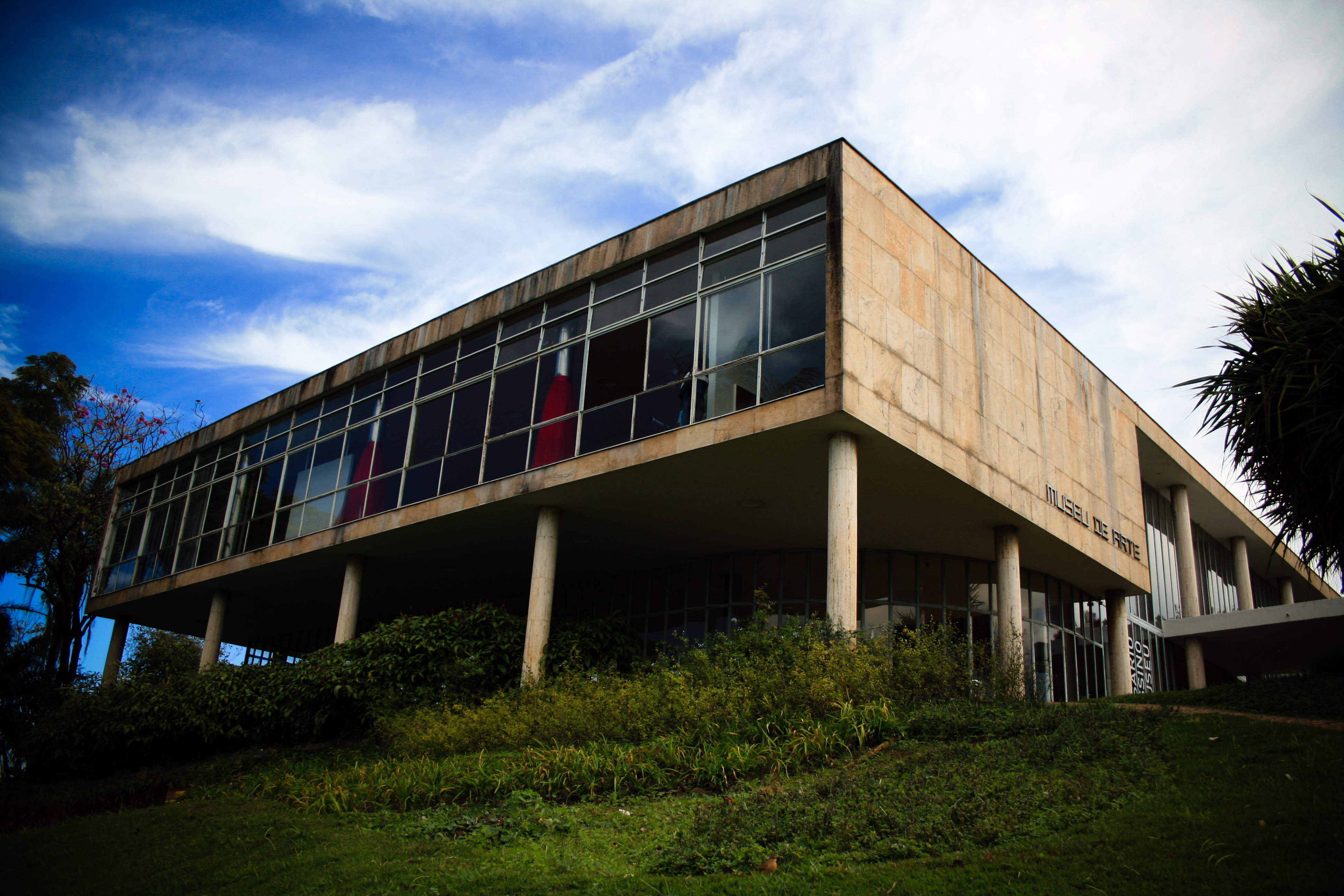
muzeum umění
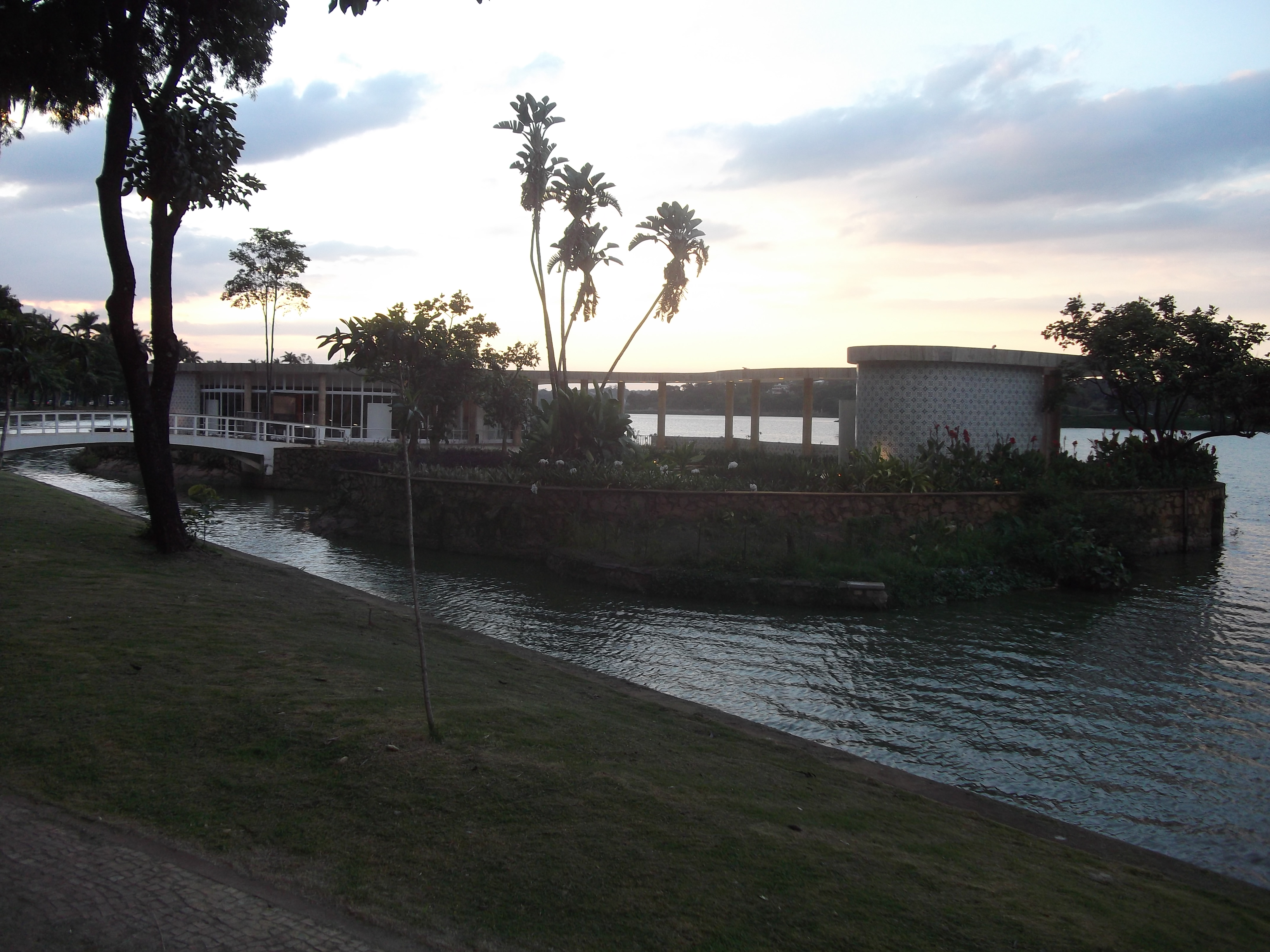
tančírna